# لورنا ماسکو
لورنا ماسکو (زاده ۳ ژوئیه ۱۹۸۳)، یک سرآشپز آفریقای جنوبی، شخصیت رسانه ای و رقصنده سابق باله است.
مازکو در شهر الکساندرا ژوهانسبورگ به دنیا آمد و بزرگ شد. مادرش مسئول پذیرش و پدرش راننده تاکسی بود. او یک برادر بزرگتر و دو خواهر کوچکتر دارد. ماسکو در سن ۹ سالگی باله را زیر نظر مارتین شونبرگ آغاز کرد. او لیسانس ارتباطات را از دانشگاه آفریقای جنوبی اخذ کرد و بعداً یک دوره یک ساله آشپزی را به پایان رساند.